# Вооружённое восстание в Севилье (1936)
Вооружённое восстание в Севилье в июле 1936 года — военное восстание в Севилье, Испания, 18 июля 1936 года, которое способствовало началу гражданской войны в Испании. Переворот 17-18 июля потерпел неудачу в андалузских городах Малага, Хаэн и Уэльва, но увенчался успехом в Кордове, Гранаде, Кадисе и в столице Севилье. Гарнизон города во главе с Кейпо де Льяно занял город и устроил кровавые репрессии. В августе 1936 года националисты начали наступление на Мадрид из Севильи.

## Предыстория
17-18 июля часть испанской армии во главе с группой офицеров (среди них генералы Санхурхо, Франко, Мола, Годед и Кейпо де Льяно) попыталась свергнуть правительство Народного фронта Второй Испанской республики. Одной из главных целей переворота был захват основных городов страны, в том числе Севильи. Севилья была столицей Андалусии и самым революционным городом на юге Испании.

## Развитие событий
Кейпо де Льяно, лидер переворота в Севилье, утверждал, что он захватил Севилью с небольшим отрядом из 130 солдат и 15 гражданских лиц. Кроме того, он сказал, что в одиночку и с оружием в руках он арестовал республиканского генерала Вилья-Абриле, а после убедил весь гарнизон присоединиться к восстанию. Переворот в Севилье спланировал начальник штаба Севильи Хосе Куэста Моренео, который едва смог собрать 150 человек. Большинство подразделений находились в летних отпусках. Командир Второй военной дивизии генерал Хосе Вилья-Абрилье знал о приготовлениях заговорщиков, но ничего не предпринял.

## Путч
17 июля Кейпо де Льяно, начальник карабинеров (пограничной полиции), прибыл в Севилью с инспекцией. Утром 18 июля Кейпо де Льяно в сопровождении своего адъютанта и трёх офицеров вошёл в кабинет генерала Вилья-Абриля и арестовал его. После этого он направился в казармы Сан-Эрмениджильдо и задержал полковника 6-го полка Мануэля Алланеджи, отказавшегося присоединиться к восстанию. Затем к восстанию присоединился и артиллерийский полк, а отряды повстанцев окружили и бомбили gobierno civil (гражданское правительство), удерживаемое верными штурмовыми отрядами. Гражданский губернатор (делегат испанского правительства) сдался после того, как Кейпо пообещал спасти им жизнь, но начальник полиции и штурмовики были казнены. Затем к восстанию присоединилась Гражданская гвардия в Севилье. Гражданский губернатор Хосе Мария Варела Рендуэлес был приговорён повстанцами к смертной казни, но приговор был заменён на 30 лет тюремного заключения.
Профсоюзы объявили всеобщую забастовку, рабочие ушли в свои районы Триана и Ла-Макарена и построили баррикады, но у них было лишь немного оружия. Войска повстанцев (4000 человек) захватили важнейшие узлы города, заняв телефонную станцию, ратушу и радиостанцию, проложив контрольные пути в центр города. 20 июля повстанцы бомбили рабочие районы Севильи, а после прибытия из Африки отрядов повстанцев при поддержке войск Испанского легиона 50 гражданских гвардейцев, 50 рекете и 50 фалангистов вошли в районы Триана и Макарена, используя женщин и детей в качестве живого щита, и начали кровавые репрессии. Легионеры убивали ножами всех мужчин, которых находили. 21 июля отряд V Bandera Испанского легиона Кастехона атаковал районы Ла-Макарена, Сан-Хулиан, Сан-Бернардо и Эль-Пумарехо. К 25 июля националисты заняли всю Севилью. По словам пресс-секретаря Queipo: «В рабочих кварталах Иностранный легион и марокканские регуларес ходили взад и вперёд по улицам очень скромных одноэтажных домов, бросали гранаты в окна, взрывали и убивали женщин и детей. Мавры воспользовались возможностью грабить и насиловать по своему желанию. Генерал Кейпо де Льяно в своих ночных беседах у микрофона Radio Seville… призывал свои войска насиловать женщин и с грубым сарказмом рассказывал о жестоких сценах такого рода».

## Последствия
После переворота все лица с республиканскими и левыми связями были схвачены националистами и заключены в тюрьму. Репрессии в Севилье были организованы капитаном Диасом Криадо, который, как сообщалось, подписывал смертные приговоры «около шестидесяти в день». Три тысячи сторонников республиканцев были расстреляны в первые недели после переворота. Республиканцы убили тринадцать сторонников националистов (в том числе семь мирных жителей в районе Трианы) во время переворота. После переворота Кейпо-де-Льяно послал смешанные колонны, состоящие из гражданской гвардии, фалангистов, рекете и солдат, финансируемых богатыми землевладельцами, чтобы занять другие города провинции. Эти колонны отправили большое количество заключённых в Севилью и казнили. Севилья стала стратегической победой повстанцев, поскольку в августе 1936 года повстанческие войска начали наступление на Мадрид через Эстремадуру.